# 愛知県武道館
愛知県武道館（あいちけんぶどうかん）は、愛知県名古屋市港区丸池町1丁目1番地4号にある総合体育施設。

## 概要
1993年（平成5年）8月に開所した武道館で、武道の振興を目的に掲げて、公益財団法人愛知県教育・スポーツ振興財団が管理している。1504席の固定式観覧席を備える第1競技場（大道場）を筆頭に6つの競技場、更に会議室や合宿などに使用できる宿泊室がある。イベントや武道・スポーツの大会に使用されるだけでなく、教室も催されている。
2014年（平成26年）4月より2016年（平成28年）3月まで、ネーミングライツが導入され、『三幸・スポーツマックス愛知県武道館』の名称が使われていた。
2020年（令和2年）、新型コロナウイルス感染症の流行により当館利用者から感染者が発生したこと、また愛知県が新型コロナ緊急事態宣言を独自に発出したことなどを受けて同年4月2日から5月11日まで臨時休館措置が執られている。

## 施設

### 競技場
- 第1競技場（大道場・1,504席）
  - 46x33メートルのアリーナになっており、柔道、剣道、なぎなたで6面、バレーボールならば3面、卓球台であれば32台が設置できる。
- 第2競技場（なぎなた道場・2面・116席）
- 第3競技場（柔道場・3面・310席）
- 第4競技場（弓道場・近的12人立・97席）
- 第5競技場（剣道場・3面・310席）
- 第6競技場（弓道場・遠的9人立・126席）

### 会議室
- 第1会議室 - 定員42名
- 第2会議室 - 定員24名
- 第3・第4会議室 - 定員各27名

### 宿泊室
- 和室 - 定員50名（5人10室）

### 駐車場
- 地下駐車場　76台（普通車）
- 高架下駐車場　最大190台

## 利用案内

### 利用時間
- 競技場・会議室 - 9時〜21時
- 宿泊室 - 15時〜翌日10時

### 休業日
- 毎週月曜日（休日の場合は翌日）
- 年末年始

### アクセス

#### 公共交通機関
- 名古屋臨海高速鉄道あおなみ線 - 港北駅下車、徒歩で約15分。
- 名古屋市営地下鉄東山線 - 高畑駅
  - 名古屋市営バス - 「港区役所（左回り）」行き、「武道館」バス停下車。
- 名古屋市営地下鉄名港線 - 東海通駅
  - 名古屋市営バス - 「河合小橋」「南陽交通広場（イオンモール名古屋茶屋）」「サンビーチ日光川」「中川車庫前」行き、「川西通三丁目」バス停下車、徒歩で約10分。
  - 名古屋市営バス - 「地下鉄高畑」「港区役所（右回り）」行き、「武道館」バス停下車。
- 名鉄名古屋本線・常滑線 - 神宮前駅
  - 名古屋市営バス - 「多加良浦」「河合小橋」「中川車庫前」行き、「川西通三丁目」バス停下車、徒歩で約10分。
- JR東海道本線・中央本線・関西本線 - 名古屋駅、近鉄名古屋線 - 名古屋駅、名鉄名古屋本線 - 名古屋駅（日比野駅、六番町駅からも乗車可能）
  - 三重交通バス - 「サンビーチ日光川」行き、「武道館前」バス停下車。

#### 自家用車
- 国道23号（名四国道） - 名四町交差点から名古屋市道名古屋環状線（環状線）を北進（約1.7km）。
- 名古屋高速5号万場線 - 黄金出入口から黄金跨線橋方面、黄金跨線橋南交差点から名古屋市道名古屋環状線（環状線）を南進（約5km）。
- 名古屋高速5号万場線 - 烏森出入口から畑江通を黄金跨線橋方面、黄金跨線橋南交差点から名古屋市道名古屋環状線（環状線）を南進（約6km）。